# Élections municipales de 2026 dans le Haut-Rhin
Pour un article plus général, voir Élections municipales françaises de 2026.
Les élections municipales dans le Haut-Rhin sont prévues en mars 2026. Cette page ne traite que les communes de 3 000 habitants et plus dans le Haut-Rhin.

## Résultats à l'échelle du département

### Maires sortants et maires élus
| Commune                | Population (en 2022) | Maire sortant(e)      | Parti | Parti  | Maire élu(e) | Parti | Parti |
| ---------------------- | -------------------- | --------------------- | ----- | ------ | ------------ | ----- | ----- |
| Altkirch               | 5 575                | Nicolas Jander        |       | HOR    |              |       |       |
| Bartenheim             | 4 135                | Bernard Kannengieser  |       | DVC    |              |       |       |
| Blotzheim              | 5 077                | Jean-Paul Meyer       |       | DVD    |              |       |       |
| Bollwiller             | 4 104                | Jean-Paul Julien      |       | DVG    |              |       |       |
| Brunstatt-Didenheim    | 8 176                | Antoine Viola         |       | DVD    |              |       |       |
| Buhl                   | 3 122                | Yves Coquelle         |       | DVD    |              |       |       |
| Cernay                 | 11 737               | Michel Sordi          |       | LR     |              |       |       |
| Colmar                 | 67 360               | Éric Straumann        |       | LR     |              |       |       |
| Ensisheim              | 7 362                | Michel Habig          |       | LR     |              |       |       |
| Guebwiller             | 11 090               | Francis Kleitz        |       | UDI    |              |       |       |
| Habsheim               | 5 061                | Gilbert Fuchs         |       | UDI    |              |       |       |
| Hégenheim              | 3 403                | Thomas Zeller         |       | LR     |              |       |       |
| Horbourg-Wihr          | 6 247                | Thierry Stoebner      |       | DVD    |              |       |       |
| Huningue               | 7 410                | Jean-Marc Deichtmann  |       | DVD    |              |       |       |
| Illzach                | 15 115               | Jean-Luc Schildknecht |       | DVD    |              |       |       |
| Ingersheim             | 4 743                | Denise Stoecklé       |       | DVC    |              |       |       |
| Issenheim              | 3 534                | Marc Jung             |       | DVD    |              |       |       |
| Kaysersberg Vignoble   | 4 391                | Martine Schwartz      |       | DVC    |              |       |       |
| Kembs                  | 5 694                | Joël Roudaire         |       | DVD    |              |       |       |
| Kingersheim            | 13 265               | Laurent Riche         |       | DVG    |              |       |       |
| Lutterbach             | 6 755                | Rémy Neumann          |       | LÉ     |              |       |       |
| Masevaux-Niederbruck   | 3 615                | Maxime Beltzung       |       | LR     |              |       |       |
| Morschwiller-le-Bas    | 3 666                | Josiane Mehlen-Vetter |       | UDI    |              |       |       |
| Mulhouse               | 104 924              | Michèle Lutz          |       | DVD    |              |       |       |
| Munster                | 4 709                | Pierre Dischinger     |       | DVD    |              |       |       |
| Orbey                  | 3 445                | Guy Jacquey           |       | LR     |              |       |       |
| Pfastatt               | 10 275               | Francis Hillmeyer     |       | LC-LNC |              |       |       |
| Pulversheim            | 3 075                | Christophe Toranelli  |       | DVC    |              |       |       |
| Ribeauvillé            | 4 723                | Jean-Louis Christ     |       | LR     |              |       |       |
| Riedisheim             | 12 154               | Loïc Richard          |       | DVC    |              |       |       |
| Richwiller             | 3 786                | Vincent Hagenbach     |       | DVD    |              |       |       |
| Rixheim                | 14 125               | Rachel Baechtel       |       | LR     |              |       |       |
| Rouffach               | 4 186                | Jean-Pierre Toucas    |       | LR     |              |       |       |
| Saint-Louis            | 22 530               | Pascale Schmidiger    |       | LR     |              |       |       |
| Sainte-Croix-en-Plaine | 3 026                | Mario Ackermann       |       | SE     |              |       |       |
| Sainte-Marie-aux-Mines | 4 945                | Noëllie Hestin        |       | DVG    |              |       |       |
| Sausheim               | 5 597                | Guy Omeye             |       | DVD    |              |       |       |
| Sierentz               | 4 296                | Pascal Turri          |       | DVD    |              |       |       |
| Soultz-Haut-Rhin       | 7 019                | Marcello Rotolo       |       | PS     |              |       |       |
| Staffelfelden          | 4 070                | Thierry Belloni       |       | DVG    |              |       |       |
| Thann                  | 7 769                | Gilbert Stoeckel      |       | DVC    |              |       |       |
| Turckheim              | 4 033                | Benoît Schlussel      |       | DVD    |              |       |       |
| Village-Neuf           | 4 617                | Isabelle Trendel      |       | DVC    |              |       |       |
| Wintzenheim            | 8 045                | Serge Nicole          |       | DVD    |              |       |       |
| Wittelsheim            | 10 364               | Yves Goepfert         |       | DVD    |              |       |       |
| Wittenheim             | 15 491               | Antoine Homé          |       | PS     |              |       |       |

### Résultats en nombre de maires
| Partis       | Partis                               | Maires sortants | Maires élus | Évolution |
| ------------ | ------------------------------------ | --------------- | ----------- | --------- |
|              | Divers droite                        | 16              |             |           |
|              | Les Républicains                     | 10              |             |           |
| Total droite | Total droite                         | 26              |             |           |
|              | Divers centre                        | 7               |             |           |
|              | Union des démocrates et indépendants | 3               |             |           |
|              | Les Centristes - Le Nouveau Centre   | 1               |             |           |
|              | Horizons                             | 1               |             |           |
| Total centre | Total centre                         | 12              |             |           |
|              | Divers gauche                        | 4               |             |           |
|              | Parti socialiste                     | 2               |             |           |
|              | Les Écologistes                      | 1               |             |           |
| Total gauche | Total gauche                         | 7               |             |           |
|              | Sans étiquette                       | 1               |             |           |
| Total        | Total                                | 46              | 46          | -         |

## Résultats dans les communes de plus de 3 000 habitants

### Altkirch
- Maire sortant : Nicolas Jander (HOR)
- 29 sièges à pourvoir au conseil municipal (population légale 2022 : 5 575 habitants)
- 10 sièges à pourvoir au conseil communautaire (CC Sundgau)

| Tête de liste | Tête de liste | Parti(s) | Nuance | Premier tour | Premier tour | Second tour | Second tour | Sièges | Sièges |
| Tête de liste | Tête de liste | Parti(s) | Nuance | Voix         | %            | Voix        | %           | CM     | CC     |
| ------------- | ------------- | -------- | ------ | ------------ | ------------ | ----------- | ----------- | ------ | ------ |

### Bartenheim
- Maire sortant : Bernard Kannengieser (DVC)
- 27 sièges à pourvoir au conseil municipal (population légale 2022 : 4 135 habitants)
- 3 sièges à pourvoir au conseil communautaire (Saint-Louis Agglomération)

| Tête de liste            | Tête de liste         | Parti(s) | Nuance | Premier tour | Premier tour | Second tour | Second tour | Sièges | Sièges |
| Tête de liste            | Tête de liste         | Parti(s) | Nuance | Voix         | %            | Voix        | %           | CM     | CC     |
| ------------------------ | --------------------- | -------- | ------ | ------------ | ------------ | ----------- | ----------- | ------ | ------ |
|                          | Bernard Kannengieser, | DVC      |        |              |              |             |             |        |        |
|                          |                       |          |        |              |              |             |             |        |        |
| Exprimés                 |                       |          |        |              |              |             |             |        |        |
| Votes blancs             |                       |          |        |              |              |             |             |        |        |
| Votes nuls               |                       |          |        |              |              |             |             |        |        |
| Total                    | Total                 | Total    | Total  |              | 100          |             | 100         | 27     | 3      |
| Absentions               |                       |          |        |              |              |             |             |        |        |
| Inscrits / participation |                       |          |        |              |              |             |             |        |        |

### Blotzheim
- Maire sortant : Jean-Paul Meyer (DVD)
- 29 sièges à pourvoir au conseil municipal (population légale 2022 : 5 077 habitants)
- 4 sièges à pourvoir au conseil communautaire (Saint-Louis Agglomération)

| Tête de liste            | Tête de liste    | Parti(s) | Nuance | Premier tour | Premier tour | Second tour | Second tour | Sièges | Sièges |
| Tête de liste            | Tête de liste    | Parti(s) | Nuance | Voix         | %            | Voix        | %           | CM     | CC     |
| ------------------------ | ---------------- | -------- | ------ | ------------ | ------------ | ----------- | ----------- | ------ | ------ |
|                          | Jean-Paul Meyer, | DVD      |        |              |              |             |             |        |        |
|                          |                  |          |        |              |              |             |             |        |        |
| Exprimés                 |                  |          |        |              |              |             |             |        |        |
| Votes blancs             |                  |          |        |              |              |             |             |        |        |
| Votes nuls               |                  |          |        |              |              |             |             |        |        |
| Total                    | Total            | Total    | Total  |              | 100          |             | 100         | 29     | 4      |
| Absentions               |                  |          |        |              |              |             |             |        |        |
| Inscrits / participation |                  |          |        |              |              |             |             |        |        |

### Bollwiller
- Maire sortant : Jean-Paul Julien (DVG)
- 27 sièges à pourvoir au conseil municipal (population légale 2022 : 4 104 habitants)
- 1 siège à pourvoir au conseil communautaire (Mulhouse Alsace Agglomération)

| Tête de liste | Tête de liste | Parti(s) | Nuance | Premier tour | Premier tour | Second tour | Second tour | Sièges | Sièges |
| Tête de liste | Tête de liste | Parti(s) | Nuance | Voix         | %            | Voix        | %           | CM     | CC     |
| ------------- | ------------- | -------- | ------ | ------------ | ------------ | ----------- | ----------- | ------ | ------ |

### Brunstatt-Didenheim
- Maire sortant : Antoine Viola (DVD)
- 33 sièges à pourvoir au conseil municipal (population légale 2022 : 8 176 habitants)
- 2 sièges à pourvoir au conseil communautaire (Mulhouse Alsace Agglomération)

| Tête de liste | Tête de liste | Parti(s) | Nuance | Premier tour | Premier tour | Second tour | Second tour | Sièges | Sièges |
| Tête de liste | Tête de liste | Parti(s) | Nuance | Voix         | %            | Voix        | %           | CM     | CC     |
| ------------- | ------------- | -------- | ------ | ------------ | ------------ | ----------- | ----------- | ------ | ------ |

### Buhl
- Maire sortant : Yves Coquelle (DVD)
- 23 sièges à pourvoir au conseil municipal (population légale 2022 : 3 122 habitants)
- 3 sièges à pourvoir au conseil communautaire (CC de la Région de Guebwiller)

| Tête de liste | Tête de liste | Parti(s) | Nuance | Premier tour | Premier tour | Second tour | Second tour | Sièges | Sièges |
| Tête de liste | Tête de liste | Parti(s) | Nuance | Voix         | %            | Voix        | %           | CM     | CC     |
| ------------- | ------------- | -------- | ------ | ------------ | ------------ | ----------- | ----------- | ------ | ------ |

### Cernay
- Maire sortant : Michel Sordi (LR)
- 33 sièges à pourvoir au conseil municipal (population légale 2022 : 11 737 habitants)
- 14 sièges à pourvoir au conseil communautaire (CC de Thann-Cernay)

| Tête de liste | Tête de liste | Parti(s) | Nuance | Premier tour | Premier tour | Second tour | Second tour | Sièges | Sièges |
| Tête de liste | Tête de liste | Parti(s) | Nuance | Voix         | %            | Voix        | %           | CM     | CC     |
| ------------- | ------------- | -------- | ------ | ------------ | ------------ | ----------- | ----------- | ------ | ------ |

### Colmar
- Maire sortant : Éric Straumann (LR)
- 49 sièges à pourvoir au conseil municipal (population légale 2022 : 67 360 habitants)
- 30 sièges à pourvoir au conseil communautaire (Colmar Agglomération)

| Tête de liste            | Tête de liste   | Parti(s) | Nuance | Premier tour | Premier tour | Second tour | Second tour | Sièges | Sièges |
| Tête de liste            | Tête de liste   | Parti(s) | Nuance | Voix         | %            | Voix        | %           | CM     | CC     |
| ------------------------ | --------------- | -------- | ------ | ------------ | ------------ | ----------- | ----------- | ------ | ------ |
|                          | Cécile Ney,     | ÉCO      |        |              |              |             |             |        |        |
|                          | Éric Straumann, | LR       |        |              |              |             |             |        |        |
|                          | Nathalie Aubert | RN-UDR   |        |              |              |             |             |        |        |
|                          |                 |          |        |              |              |             |             |        |        |
| Exprimés                 |                 |          |        |              |              |             |             |        |        |
| Votes blancs             |                 |          |        |              |              |             |             |        |        |
| Votes nuls               |                 |          |        |              |              |             |             |        |        |
| Total                    | Total           | Total    | Total  |              | 100          |             | 100         | 49     | 30     |
| Absentions               |                 |          |        |              |              |             |             |        |        |
| Inscrits / participation |                 |          |        |              |              |             |             |        |        |

### Ensisheim
- Maire sortant : Michel Habig (LR)
- 29 sièges à pourvoir au conseil municipal (population légale 2022 : 7 362 habitants)
- 12 sièges à pourvoir au conseil communautaire (CC du Centre Haut-Rhin)

| Tête de liste            | Tête de liste    | Parti(s) | Nuance | Premier tour | Premier tour | Second tour | Second tour | Sièges | Sièges |
| Tête de liste            | Tête de liste    | Parti(s) | Nuance | Voix         | %            | Voix        | %           | CM     | CC     |
| ------------------------ | ---------------- | -------- | ------ | ------------ | ------------ | ----------- | ----------- | ------ | ------ |
|                          | Philippe Krembel | DVD      |        |              |              |             |             |        |        |
|                          |                  |          |        |              |              |             |             |        |        |
| Exprimés                 |                  |          |        |              |              |             |             |        |        |
| Votes blancs             |                  |          |        |              |              |             |             |        |        |
| Votes nuls               |                  |          |        |              |              |             |             |        |        |
| Total                    | Total            | Total    | Total  |              | 100          |             | 100         | 29     | 12     |
| Absentions               |                  |          |        |              |              |             |             |        |        |
| Inscrits / participation |                  |          |        |              |              |             |             |        |        |

### Guebwiller
- Maire sortant : Francis Kleitz (UDI)
- 33 sièges à pourvoir au conseil municipal (population légale 2022 : 11 090 habitants)
- 12 sièges à pourvoir au conseil communautaire (CC de la Région de Guebwiller)

| Tête de liste | Tête de liste | Parti(s) | Nuance | Premier tour | Premier tour | Second tour | Second tour | Sièges | Sièges |
| Tête de liste | Tête de liste | Parti(s) | Nuance | Voix         | %            | Voix        | %           | CM     | CC     |
| ------------- | ------------- | -------- | ------ | ------------ | ------------ | ----------- | ----------- | ------ | ------ |

### Habsheim
- Maire sortant : Gilbert Fuchs (UDI)
- 29 sièges à pourvoir au conseil municipal (population légale 2022 : 5 061 habitants)
- 1 siège à pourvoir au conseil communautaire (Mulhouse Alsace Agglomération)

| Tête de liste | Tête de liste | Parti(s) | Nuance | Premier tour | Premier tour | Second tour | Second tour | Sièges | Sièges |
| Tête de liste | Tête de liste | Parti(s) | Nuance | Voix         | %            | Voix        | %           | CM     | CC     |
| ------------- | ------------- | -------- | ------ | ------------ | ------------ | ----------- | ----------- | ------ | ------ |

### Hégenheim
- Maire sortant : Thomas Zeller (LR)
- 23 sièges à pourvoir au conseil municipal (population légale 2022 : 3 403 habitants)
- 3 sièges à pourvoir au conseil communautaire (Saint-Louis Agglomération)

| Tête de liste            | Tête de liste  | Parti(s) | Nuance | Premier tour | Premier tour | Second tour | Second tour | Sièges | Sièges |
| Tête de liste            | Tête de liste  | Parti(s) | Nuance | Voix         | %            | Voix        | %           | CM     | CC     |
| ------------------------ | -------------- | -------- | ------ | ------------ | ------------ | ----------- | ----------- | ------ | ------ |
|                          | Thomas Zeller, | LR       |        |              |              |             |             |        |        |
|                          |                |          |        |              |              |             |             |        |        |
| Exprimés                 |                |          |        |              |              |             |             |        |        |
| Votes blancs             |                |          |        |              |              |             |             |        |        |
| Votes nuls               |                |          |        |              |              |             |             |        |        |
| Total                    | Total          | Total    | Total  |              | 100          |             | 100         | 23     | 3      |
| Absentions               |                |          |        |              |              |             |             |        |        |
| Inscrits / participation |                |          |        |              |              |             |             |        |        |

### Horbourg-Wihr
- Maire sortant : Thierry Stoebner (DVD)
- 29 sièges à pourvoir au conseil municipal (population légale 2022 : 6 247 habitants)
- 4 sièges à pourvoir au conseil communautaire (Colmar Agglomération)

| Tête de liste | Tête de liste | Parti(s) | Nuance | Premier tour | Premier tour | Second tour | Second tour | Sièges | Sièges |
| Tête de liste | Tête de liste | Parti(s) | Nuance | Voix         | %            | Voix        | %           | CM     | CC     |
| ------------- | ------------- | -------- | ------ | ------------ | ------------ | ----------- | ----------- | ------ | ------ |

### Huningue
- Maire sortant : Jean-Marc Deichtmann (DVD)
- 29 sièges à pourvoir au conseil municipal (population légale 2022 : 7 410 habitants)
- 6 sièges à pourvoir au conseil communautaire (Saint-Louis Agglomération)

| Tête de liste | Tête de liste | Parti(s) | Nuance | Premier tour | Premier tour | Second tour | Second tour | Sièges | Sièges |
| Tête de liste | Tête de liste | Parti(s) | Nuance | Voix         | %            | Voix        | %           | CM     | CC     |
| ------------- | ------------- | -------- | ------ | ------------ | ------------ | ----------- | ----------- | ------ | ------ |

### Illzach
- Maire sortant : Jean-Luc Schildknecht (DVD)
- 33 sièges à pourvoir au conseil municipal (population légale 2022 : 15 115 habitants)
- 5 sièges à pourvoir au conseil communautaire (Mulhouse Alsace Agglomération)

| Tête de liste | Tête de liste | Parti(s) | Nuance | Premier tour | Premier tour | Second tour | Second tour | Sièges | Sièges |
| Tête de liste | Tête de liste | Parti(s) | Nuance | Voix         | %            | Voix        | %           | CM     | CC     |
| ------------- | ------------- | -------- | ------ | ------------ | ------------ | ----------- | ----------- | ------ | ------ |

### Ingersheim
- Maire sortante : Denise Stoecklé (DVC)
- 27 sièges à pourvoir au conseil municipal (population légale 2022 : 4 743 habitants)
- 3 sièges à pourvoir au conseil communautaire (Colmar Agglomération)

| Tête de liste | Tête de liste | Parti(s) | Nuance | Premier tour | Premier tour | Second tour | Second tour | Sièges | Sièges |
| Tête de liste | Tête de liste | Parti(s) | Nuance | Voix         | %            | Voix        | %           | CM     | CC     |
| ------------- | ------------- | -------- | ------ | ------------ | ------------ | ----------- | ----------- | ------ | ------ |

### Issenheim
- Maire sortant : Marc Jung (DVD)
- 27 sièges à pourvoir au conseil municipal (population légale 2022 : 3 534 habitants)
- 3 sièges à pourvoir au conseil communautaire (CC de la Région de Guebwiller)

| Tête de liste | Tête de liste | Parti(s) | Nuance | Premier tour | Premier tour | Second tour | Second tour | Sièges | Sièges |
| Tête de liste | Tête de liste | Parti(s) | Nuance | Voix         | %            | Voix        | %           | CM     | CC     |
| ------------- | ------------- | -------- | ------ | ------------ | ------------ | ----------- | ----------- | ------ | ------ |

### Kaysersberg Vignoble
- Maire sortante : Martine Schwartz (DVC)
- 29 sièges à pourvoir au conseil municipal (population légale 2022 : 4 391 habitants)
- 8 sièges à pourvoir au conseil communautaire (CC de la Vallée de Kaysersberg)

| Tête de liste | Tête de liste | Parti(s) | Nuance | Premier tour | Premier tour | Second tour | Second tour | Sièges | Sièges |
| Tête de liste | Tête de liste | Parti(s) | Nuance | Voix         | %            | Voix        | %           | CM     | CC     |
| ------------- | ------------- | -------- | ------ | ------------ | ------------ | ----------- | ----------- | ------ | ------ |

### Kembs
- Maire sortant : Joël Roudaire (DVD)
- 29 sièges à pourvoir au conseil municipal (population légale 2022 : 5 694 habitants)
- 4 sièges à pourvoir au conseil communautaire (Saint-Louis Agglomération)

| Tête de liste            | Tête de liste  | Parti(s) | Nuance | Premier tour | Premier tour | Second tour | Second tour | Sièges | Sièges |
| Tête de liste            | Tête de liste  | Parti(s) | Nuance | Voix         | %            | Voix        | %           | CM     | CC     |
| ------------------------ | -------------- | -------- | ------ | ------------ | ------------ | ----------- | ----------- | ------ | ------ |
|                          | Joël Roudaire, | DVD      |        |              |              |             |             |        |        |
|                          |                |          |        |              |              |             |             |        |        |
| Exprimés                 |                |          |        |              |              |             |             |        |        |
| Votes blancs             |                |          |        |              |              |             |             |        |        |
| Votes nuls               |                |          |        |              |              |             |             |        |        |
| Total                    | Total          | Total    | Total  |              | 100          |             | 100         | 29     | 4      |
| Absentions               |                |          |        |              |              |             |             |        |        |
| Inscrits / participation |                |          |        |              |              |             |             |        |        |

### Kingersheim
- Maire sortant : Laurent Riche (DVG)
- 33 sièges à pourvoir au conseil municipal (population légale 2022 : 13 265 habitants)
- 4 sièges à pourvoir au conseil communautaire (Mulhouse Alsace Agglomération)

| Tête de liste            | Tête de liste  | Parti(s) | Nuance | Premier tour | Premier tour | Second tour | Second tour | Sièges | Sièges |
| Tête de liste            | Tête de liste  | Parti(s) | Nuance | Voix         | %            | Voix        | %           | CM     | CC     |
| ------------------------ | -------------- | -------- | ------ | ------------ | ------------ | ----------- | ----------- | ------ | ------ |
|                          | Laurent Riche, | DVG      |        |              |              |             |             |        |        |
|                          | Pascal Heyer   | SE       |        |              |              |             |             |        |        |
|                          |                |          |        |              |              |             |             |        |        |
| Exprimés                 |                |          |        |              |              |             |             |        |        |
| Votes blancs             |                |          |        |              |              |             |             |        |        |
| Votes nuls               |                |          |        |              |              |             |             |        |        |
| Total                    | Total          | Total    | Total  |              | 100          |             | 100         | 33     | 4      |
| Absentions               |                |          |        |              |              |             |             |        |        |
| Inscrits / participation |                |          |        |              |              |             |             |        |        |

### Lutterbach
- Maire sortant : Rémy Neumann (LÉ)
- 29 sièges à pourvoir au conseil municipal (population légale 2022 : 6 755 habitants)
- 2 sièges à pourvoir au conseil communautaire (Mulhouse Alsace Agglomération)

| Tête de liste | Tête de liste | Parti(s) | Nuance | Premier tour | Premier tour | Second tour | Second tour | Sièges | Sièges |
| Tête de liste | Tête de liste | Parti(s) | Nuance | Voix         | %            | Voix        | %           | CM     | CC     |
| ------------- | ------------- | -------- | ------ | ------------ | ------------ | ----------- | ----------- | ------ | ------ |

### Masevaux-Niederbruck
- Maire sortant : Maxime Beltzung (LR)
- 29 sièges à pourvoir au conseil municipal (population légale 2022 : 3 615 habitants)
- 8 sièges à pourvoir au conseil communautaire (CC de la Vallée de la Doller et du Soultzbach)

| Tête de liste | Tête de liste | Parti(s) | Nuance | Premier tour | Premier tour | Second tour | Second tour | Sièges | Sièges |
| Tête de liste | Tête de liste | Parti(s) | Nuance | Voix         | %            | Voix        | %           | CM     | CC     |
| ------------- | ------------- | -------- | ------ | ------------ | ------------ | ----------- | ----------- | ------ | ------ |

### Morschwiller-le-Bas
- Maire sortante : Josiane Mehlen-Vetter (UDI)
- 27 sièges à pourvoir au conseil municipal (population légale 2022 : 3 666 habitants)
- 1 siège à pourvoir au conseil communautaire (Mulhouse Alsace Agglomération)

| Tête de liste | Tête de liste | Parti(s) | Nuance | Premier tour | Premier tour | Second tour | Second tour | Sièges | Sièges |
| Tête de liste | Tête de liste | Parti(s) | Nuance | Voix         | %            | Voix        | %           | CM     | CC     |
| ------------- | ------------- | -------- | ------ | ------------ | ------------ | ----------- | ----------- | ------ | ------ |

### Mulhouse
- Maire sortante : Michèle Lutz (DVD)
- 55 sièges à pourvoir au conseil municipal (population légale 2022 : 104 924 habitants)
- 41 sièges à pourvoir au conseil communautaire (Mulhouse Alsace Agglomération)

| Tête de liste            | Tête de liste     | Parti(s)         | Nuance | Premier tour | Premier tour | Second tour | Second tour | Sièges | Sièges |
| Tête de liste            | Tête de liste     | Parti(s)         | Nuance | Voix         | %            | Voix        | %           | CM     | CC     |
| ------------------------ | ----------------- | ---------------- | ------ | ------------ | ------------ | ----------- | ----------- | ------ | ------ |
|                          | Loïc Minery,      | LÉ-PS-PCF-G·s-PP |        |              |              |             |             |        |        |
|                          | Hicham Bensoussi, | DVC              |        |              |              |             |             |        |        |
|                          | Cécile Sornin,    | DVD              |        |              |              |             |             |        |        |
|                          |                   |                  |        |              |              |             |             |        |        |
| Exprimés                 |                   |                  |        |              |              |             |             |        |        |
| Votes blancs             |                   |                  |        |              |              |             |             |        |        |
| Votes nuls               |                   |                  |        |              |              |             |             |        |        |
| Total                    | Total             | Total            | Total  |              | 100          |             | 100         | 55     | 41     |
| Absentions               |                   |                  |        |              |              |             |             |        |        |
| Inscrits / participation |                   |                  |        |              |              |             |             |        |        |

### Munster
- Maire sortant : Pierre Dischinger (LR)
- 27 sièges à pourvoir au conseil municipal (population légale 2022 : 4 709 habitants)
- 9 sièges à pourvoir au conseil communautaire (CC de la vallée de Munster)

| Tête de liste | Tête de liste | Parti(s) | Nuance | Premier tour | Premier tour | Second tour | Second tour | Sièges | Sièges |
| Tête de liste | Tête de liste | Parti(s) | Nuance | Voix         | %            | Voix        | %           | CM     | CC     |
| ------------- | ------------- | -------- | ------ | ------------ | ------------ | ----------- | ----------- | ------ | ------ |

### Orbey
- Maire sortant : Guy Jacquey (LR)
- 23 sièges à pourvoir au conseil municipal (population légale 2022 : 3 445 habitants)
- 6 sièges à pourvoir au conseil communautaire (CC de la Vallée de Kaysersberg)

| Tête de liste | Tête de liste | Parti(s) | Nuance | Premier tour | Premier tour | Second tour | Second tour | Sièges | Sièges |
| Tête de liste | Tête de liste | Parti(s) | Nuance | Voix         | %            | Voix        | %           | CM     | CC     |
| ------------- | ------------- | -------- | ------ | ------------ | ------------ | ----------- | ----------- | ------ | ------ |

### Pfastatt
- Maire sortant : Francis Hillmeyer (LC-LNC)
- 33 sièges à pourvoir au conseil municipal (population légale 2022 : 10 275 habitants)
- 3 sièges à pourvoir au conseil communautaire (Mulhouse Alsace Agglomération)

| Tête de liste | Tête de liste | Parti(s) | Nuance | Premier tour | Premier tour | Second tour | Second tour | Sièges | Sièges |
| Tête de liste | Tête de liste | Parti(s) | Nuance | Voix         | %            | Voix        | %           | CM     | CC     |
| ------------- | ------------- | -------- | ------ | ------------ | ------------ | ----------- | ----------- | ------ | ------ |

### Pulversheim
- Maire sortant : Christophe Toranelli (DVC)
- 23 sièges à pourvoir au conseil municipal (population légale 2022 : 3 075 habitants)
- 1 siège à pourvoir au conseil communautaire (Mulhouse Alsace Agglomération)

| Tête de liste | Tête de liste | Parti(s) | Nuance | Premier tour | Premier tour | Second tour | Second tour | Sièges | Sièges |
| Tête de liste | Tête de liste | Parti(s) | Nuance | Voix         | %            | Voix        | %           | CM     | CC     |
| ------------- | ------------- | -------- | ------ | ------------ | ------------ | ----------- | ----------- | ------ | ------ |

### Ribeauvillé
- Maire sortant : Jean-Louis Christ (LR)
- 27 sièges à pourvoir au conseil municipal (population légale 2022 : 4 723 habitants)
- 8 sièges à pourvoir au conseil communautaire (CC du Pays de Ribeauvillé)

| Tête de liste | Tête de liste | Parti(s) | Nuance | Premier tour | Premier tour | Second tour | Second tour | Sièges | Sièges |
| Tête de liste | Tête de liste | Parti(s) | Nuance | Voix         | %            | Voix        | %           | CM     | CC     |
| ------------- | ------------- | -------- | ------ | ------------ | ------------ | ----------- | ----------- | ------ | ------ |

### Riedisheim
- Maire sortant : Loïc Richard (DVC)
- 33 sièges à pourvoir au conseil municipal (population légale 2022 : 12 154 habitants)
- 4 sièges à pourvoir au conseil communautaire (Mulhouse Alsace Agglomération)

| Tête de liste | Tête de liste | Parti(s) | Nuance | Premier tour | Premier tour | Second tour | Second tour | Sièges | Sièges |
| Tête de liste | Tête de liste | Parti(s) | Nuance | Voix         | %            | Voix        | %           | CM     | CC     |
| ------------- | ------------- | -------- | ------ | ------------ | ------------ | ----------- | ----------- | ------ | ------ |

### Richwiller
- Maire sortant : Vincent Hagenbach (DVD)
- 27 sièges à pourvoir au conseil municipal (population légale 2022 : 3 786 habitants)
- 1 siège à pourvoir au conseil communautaire (Mulhouse Alsace Agglomération)

| Tête de liste | Tête de liste | Parti(s) | Nuance | Premier tour | Premier tour | Second tour | Second tour | Sièges | Sièges |
| Tête de liste | Tête de liste | Parti(s) | Nuance | Voix         | %            | Voix        | %           | CM     | CC     |
| ------------- | ------------- | -------- | ------ | ------------ | ------------ | ----------- | ----------- | ------ | ------ |

### Rixheim
- Maire sortante : Rachel Baechtel (LR), ne se représente pas[14].
- 33 sièges à pourvoir au conseil municipal (population légale 2022 : 14 125 habitants)
- 5 sièges à pourvoir au conseil communautaire (Mulhouse Alsace Agglomération)

| Tête de liste | Tête de liste | Parti(s) | Nuance | Premier tour | Premier tour | Second tour | Second tour | Sièges | Sièges |
| Tête de liste | Tête de liste | Parti(s) | Nuance | Voix         | %            | Voix        | %           | CM     | CC     |
| ------------- | ------------- | -------- | ------ | ------------ | ------------ | ----------- | ----------- | ------ | ------ |

### Rouffach
- Maire sortant : Jean-Pierre Toucas (LR)
- 27 sièges à pourvoir au conseil municipal (population légale 2022 : 4 186 habitants)
- 10 sièges à pourvoir au conseil communautaire (CC Pays de Rouffach, Vignobles et Châteaux)

| Tête de liste | Tête de liste | Parti(s) | Nuance | Premier tour | Premier tour | Second tour | Second tour | Sièges | Sièges |
| Tête de liste | Tête de liste | Parti(s) | Nuance | Voix         | %            | Voix        | %           | CM     | CC     |
| ------------- | ------------- | -------- | ------ | ------------ | ------------ | ----------- | ----------- | ------ | ------ |

### Saint-Louis
- Maire sortante : Pascale Schmidiger (LR)
- 35 sièges à pourvoir au conseil municipal (population légale 2022 : 22 530 habitants)
- 18 sièges à pourvoir au conseil communautaire (Saint-Louis Agglomération)

| Tête de liste | Tête de liste | Parti(s) | Nuance | Premier tour | Premier tour | Second tour | Second tour | Sièges | Sièges |
| Tête de liste | Tête de liste | Parti(s) | Nuance | Voix         | %            | Voix        | %           | CM     | CC     |
| ------------- | ------------- | -------- | ------ | ------------ | ------------ | ----------- | ----------- | ------ | ------ |

### Sainte-Croix-en-Plaine
- Maire sortant : Mario Ackermann (SE)
- 23 sièges à pourvoir au conseil municipal (population légale 2022 : 3 026 habitants)
- 2 sièges à pourvoir au conseil communautaire (Colmar Agglomération)

| Tête de liste | Tête de liste | Parti(s) | Nuance | Premier tour | Premier tour | Second tour | Second tour | Sièges | Sièges |
| Tête de liste | Tête de liste | Parti(s) | Nuance | Voix         | %            | Voix        | %           | CM     | CC     |
| ------------- | ------------- | -------- | ------ | ------------ | ------------ | ----------- | ----------- | ------ | ------ |

### Sainte-Marie-aux-Mines
- Maire sortante : Noëllie Hestin (DVG)
- 27 sièges à pourvoir au conseil municipal (population légale 2022 : 4 945 habitants)
- 7 sièges à pourvoir au conseil communautaire (CC du Val d'Argent)

| Tête de liste | Tête de liste | Parti(s) | Nuance | Premier tour | Premier tour | Second tour | Second tour | Sièges | Sièges |
| Tête de liste | Tête de liste | Parti(s) | Nuance | Voix         | %            | Voix        | %           | CM     | CC     |
| ------------- | ------------- | -------- | ------ | ------------ | ------------ | ----------- | ----------- | ------ | ------ |

### Sausheim
- Maire sortant : Guy Omeye (DVD)
- 29 sièges à pourvoir au conseil municipal (population légale 2022 : 5 597 habitants)
- 2 sièges à pourvoir au conseil communautaire (Mulhouse Alsace Agglomération)

| Tête de liste | Tête de liste | Parti(s) | Nuance | Premier tour | Premier tour | Second tour | Second tour | Sièges | Sièges |
| Tête de liste | Tête de liste | Parti(s) | Nuance | Voix         | %            | Voix        | %           | CM     | CC     |
| ------------- | ------------- | -------- | ------ | ------------ | ------------ | ----------- | ----------- | ------ | ------ |

### Sierentz
- Maire sortant : Pascal Turri (DVD)
- 27 sièges à pourvoir au conseil municipal (population légale 2022 : 4 296 habitants)
- 3 sièges à pourvoir au conseil communautaire (Saint-Louis Agglomération)

| Tête de liste | Tête de liste | Parti(s) | Nuance | Premier tour | Premier tour | Second tour | Second tour | Sièges | Sièges |
| Tête de liste | Tête de liste | Parti(s) | Nuance | Voix         | %            | Voix        | %           | CM     | CC     |
| ------------- | ------------- | -------- | ------ | ------------ | ------------ | ----------- | ----------- | ------ | ------ |

### Soultz-Haut-Rhin
- Maire sortant : Marcello Rotolo (PS)
- 29 sièges à pourvoir au conseil municipal (population légale 2022 : 7 019 habitants)
- 7 sièges à pourvoir au conseil communautaire (CC de la Région de Guebwiller)

| Tête de liste | Tête de liste | Parti(s) | Nuance | Premier tour | Premier tour | Second tour | Second tour | Sièges | Sièges |
| Tête de liste | Tête de liste | Parti(s) | Nuance | Voix         | %            | Voix        | %           | CM     | CC     |
| ------------- | ------------- | -------- | ------ | ------------ | ------------ | ----------- | ----------- | ------ | ------ |

### Staffelfelden
- Maire sortant : Thierry Belloni (DVG)
- 27 sièges à pourvoir au conseil municipal (population légale 2022 : 4 070 habitants)
- 1 siège à pourvoir au conseil communautaire (Mulhouse Alsace Agglomération)

| Tête de liste | Tête de liste | Parti(s) | Nuance | Premier tour | Premier tour | Second tour | Second tour | Sièges | Sièges |
| Tête de liste | Tête de liste | Parti(s) | Nuance | Voix         | %            | Voix        | %           | CM     | CC     |
| ------------- | ------------- | -------- | ------ | ------------ | ------------ | ----------- | ----------- | ------ | ------ |

### Thann
- Maire sortant : Gilbert Stoeckel (DVC)
- 29 sièges à pourvoir au conseil municipal (population légale 2022 : 7 769 habitants)
- 9 sièges à pourvoir au conseil communautaire (CC de Thann-Cernay)

| Tête de liste | Tête de liste | Parti(s) | Nuance | Premier tour | Premier tour | Second tour | Second tour | Sièges | Sièges |
| Tête de liste | Tête de liste | Parti(s) | Nuance | Voix         | %            | Voix        | %           | CM     | CC     |
| ------------- | ------------- | -------- | ------ | ------------ | ------------ | ----------- | ----------- | ------ | ------ |

### Turckheim
- Maire sortant : Benoît Schlussel (DVD)
- 27 sièges à pourvoir au conseil municipal (population légale 2022 : 4 033 habitants)
- 2 sièges à pourvoir au conseil communautaire (Colmar Agglomération)

| Tête de liste | Tête de liste | Parti(s) | Nuance | Premier tour | Premier tour | Second tour | Second tour | Sièges | Sièges |
| Tête de liste | Tête de liste | Parti(s) | Nuance | Voix         | %            | Voix        | %           | CM     | CC     |
| ------------- | ------------- | -------- | ------ | ------------ | ------------ | ----------- | ----------- | ------ | ------ |

### Village-Neuf
- Maire sortante : Isabelle Trendel (DVC)
- 27 sièges à pourvoir au conseil municipal (population légale 2022 : 4 617 habitants)
- 3 sièges à pourvoir au conseil communautaire (Saint-Louis Agglomération)

| Tête de liste            | Tête de liste     | Parti(s) | Nuance | Premier tour | Premier tour | Second tour | Second tour | Sièges | Sièges |
| Tête de liste            | Tête de liste     | Parti(s) | Nuance | Voix         | %            | Voix        | %           | CM     | CC     |
| ------------------------ | ----------------- | -------- | ------ | ------------ | ------------ | ----------- | ----------- | ------ | ------ |
|                          | Isabelle Trendel, | DVC      |        |              |              |             |             |        |        |
|                          |                   |          |        |              |              |             |             |        |        |
| Exprimés                 |                   |          |        |              |              |             |             |        |        |
| Votes blancs             |                   |          |        |              |              |             |             |        |        |
| Votes nuls               |                   |          |        |              |              |             |             |        |        |
| Total                    | Total             | Total    | Total  |              | 100          |             | 100         | 27     | 3      |
| Absentions               |                   |          |        |              |              |             |             |        |        |
| Inscrits / participation |                   |          |        |              |              |             |             |        |        |

### Wintzenheim
- Maire sortant : Serge Nicole (DVD)
- 29 sièges à pourvoir au conseil municipal (population légale 2022 : 8 045 habitants)
- 5 sièges à pourvoir au conseil communautaire (Colmar Agglomération)

| Tête de liste | Tête de liste | Parti(s) | Nuance | Premier tour | Premier tour | Second tour | Second tour | Sièges | Sièges |
| Tête de liste | Tête de liste | Parti(s) | Nuance | Voix         | %            | Voix        | %           | CM     | CC     |
| ------------- | ------------- | -------- | ------ | ------------ | ------------ | ----------- | ----------- | ------ | ------ |

### Wittelsheim
- Maire sortant : Yves Goepfert (DVD)
- 33 sièges à pourvoir au conseil municipal (population légale 2022 : 10 364 habitants)
- 3 sièges à pourvoir au conseil communautaire (Mulhouse Alsace Agglomération)

| Tête de liste            | Tête de liste | Parti(s) | Nuance | Premier tour | Premier tour | Second tour | Second tour | Sièges | Sièges |
| Tête de liste            | Tête de liste | Parti(s) | Nuance | Voix         | %            | Voix        | %           | CM     | CC     |
| ------------------------ | ------------- | -------- | ------ | ------------ | ------------ | ----------- | ----------- | ------ | ------ |
|                          | Yves Goepfert | DVD      |        |              |              |             |             |        |        |
|                          |               |          |        |              |              |             |             |        |        |
| Exprimés                 |               |          |        |              |              |             |             |        |        |
| Votes blancs             |               |          |        |              |              |             |             |        |        |
| Votes nuls               |               |          |        |              |              |             |             |        |        |
| Total                    | Total         | Total    | Total  |              | 100          |             | 100         | 33     | 3      |
| Absentions               |               |          |        |              |              |             |             |        |        |
| Inscrits / participation |               |          |        |              |              |             |             |        |        |

### Wittenheim
- Maire sortant : Antoine Homé (PS)
- 33 sièges à pourvoir au conseil municipal (population légale 2022 : 15 491 habitants)
- 5 sièges à pourvoir au conseil communautaire (Mulhouse Alsace Agglomération)

| Tête de liste | Tête de liste | Parti(s) | Nuance | Premier tour | Premier tour | Second tour | Second tour | Sièges | Sièges |
| Tête de liste | Tête de liste | Parti(s) | Nuance | Voix         | %            | Voix        | %           | CM     | CC     |
| ------------- | ------------- | -------- | ------ | ------------ | ------------ | ----------- | ----------- | ------ | ------ |